# 华盖集
《华盖集》是鲁迅的一部杂文集，收录了鲁迅在1925年间所写的杂文三十一篇。 包括《咬文嚼字》，《青年必读书》，《论辩的魂灵》，《夏三虫》，《忽然想到》，《我观北大》，《碎话》等.
- 《华盖集》，1926年北新书局初版。
- 《鲁迅全集》，人民文学出版社 第3卷